# Juan Niño de Guevara

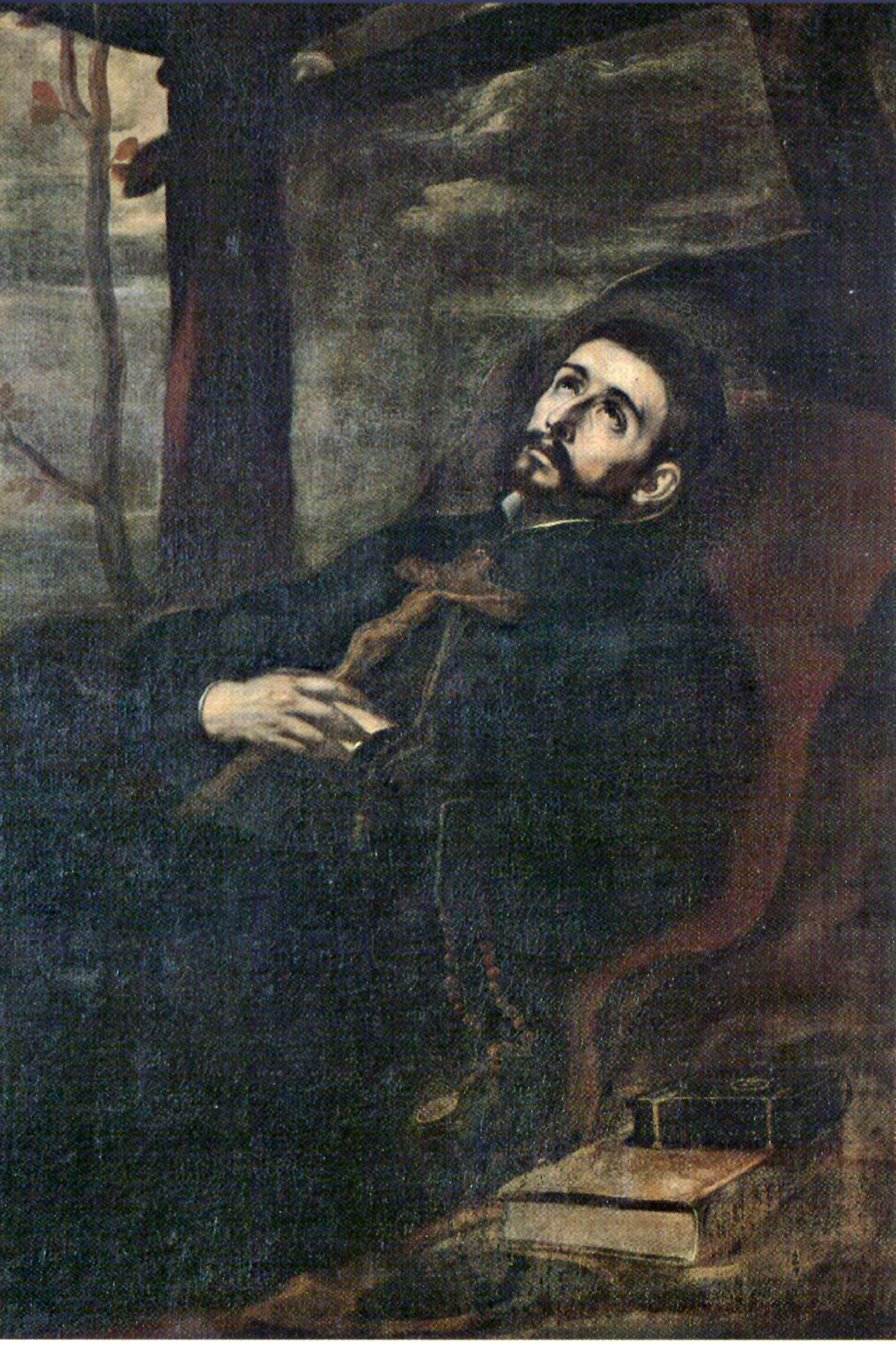
Muerte de San Francisco Javier, Catedral de Málaga.

Juan Niño de Guevara (1632 - 8 de diciembre de 1698) fue un pintor barroco español. Discípulo de Alonso Cano, representa, junto con Miguel Manrique, el punto culminante de la pintura barroca en Málaga.

## Biografía
Nacido en Madrid, según Antonio Palomino el 8 de febrero de 1632, dato que no ha podido ser contrastado, fue hijo de Luis Niño de Guevara, Guardia Mayor de Palacio, y de Mariana Enríquez, hermana de fray Antonio Enríquez de Porres, a cuyo servicio estaba el padre de Juan como caballerizo o capitán de su guardia. Al ser nombrado fray Antonio obispo de Málaga la familia se trasladó a aquella ciudad cuando Juan apenas habría cumplido los dos años. Palomino afirma que viendo su tío el obispo su habilidad y aplicación, «dibujando únicamente de su genio», lo puso en la escuela del «capitán» Miguel Manrique, natural de Flandes y discípulo de Rubens. Más adelante lo envió a Madrid, a la casa del marqués de Montebelo, excelente pintor él mismo, quien lo colocó en el estudio de Alonso Cano, donde alcanzó tal excelencia «que llegó a igualar, si no aventajar, las pinturas de su maestro». Lo cierto es que fray Antonio Enríquez, nombrado embajador en Roma en 1635 y Virrey de Aragón en 1640, pasó cortas temporadas en Málaga, de donde estuvo ausente desde 1645 hasta su muerte en 1648. Juan, en efecto, debió de entrar como aprendiz en el taller de Manrique con doce años, hacia 1644, y permanecer en él hasta la muerte de su maestro, pues en 1647 firmó como testigo en su testamento. No es probable, en cambio, el viaje a Madrid y su encuentro con Cano en esta ciudad, pues consta que en 1649 seguía en Málaga, donde sufrió el contagio de la peste bubónica que asoló la ciudad, y en 1651, al contraer matrimonio, declaró tener veintiún años y haber residido en Málaga desde que llegó a ella con dos años. 

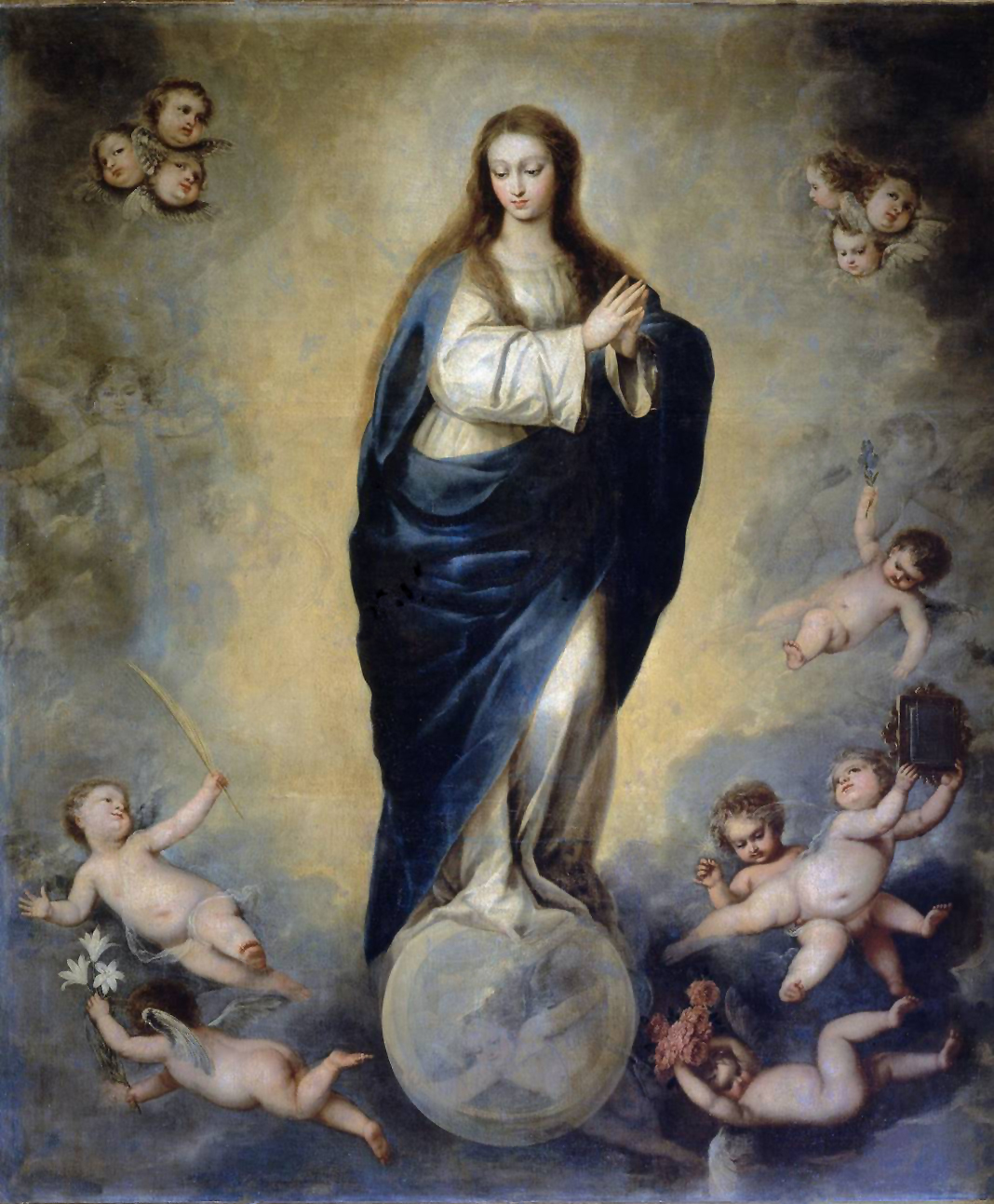
Inmaculada Concepción, Abadía del Sacromonte (Granada).

Una laguna documental, inmediatamente después de su boda y hasta 1657, permite suponer que fuese en estos años cuando entrase en contacto con Alonso Cano, ya en Granada, cuya influencia en su obra es evidente. En 1676 pudo desplazarse a Córdoba, según afirma Palomino, para pintar en el claustro del convento de San Agustín. Fuera de ello, los documentos conservados informan únicamente del nacimiento de catorce hijos, de los que solo siete vivirán, y de algunos contratos menores, hasta llegar al 6 de diciembre de 1698 cuando, enfermo y «totalmente privado del sentido auditivo», redactó su testamento, siendo enterrado pocos días más tarde en la parroquia de los Mártires. Palomino, que sentía admiración por su pintura hasta el punto de considerarle no inferior a Murillo «salvo en la fortuna», se refirió también a su formación literaria y su gran devoción, volcada en la Escuela de Cristo, en la que ocasionalmente se le encomendaron las pláticas.

## Obras
Niño de Guevara es uno de los más directos seguidores de Alonso Cano, de quien tomó la composición y el gusto por el dibujo, que él practicó con cierta dureza copiando directamente en ocasiones modelos canescos, si bien conjugó el clasicismo del maestro con un sentido del color y una monumentalidad flamenquizantes, que habría tomado de Miguel Manrique. Algunas obras atribuidas a Niño de Guevara en Granada, en la iglesia de San Pedro y en la abadía del Sacro Monte (Inmaculada), atestiguarían su paso por la ciudad y el contacto directo con Cano. Una copia existente en la catedral de Granada de la perdida Trinidad pintada por Cano para los franciscanos, atribuida por Wethey a Niño de Guevara, confirmaría la proximidad a Cano y quizá la intervención de este para conseguirle encargos.

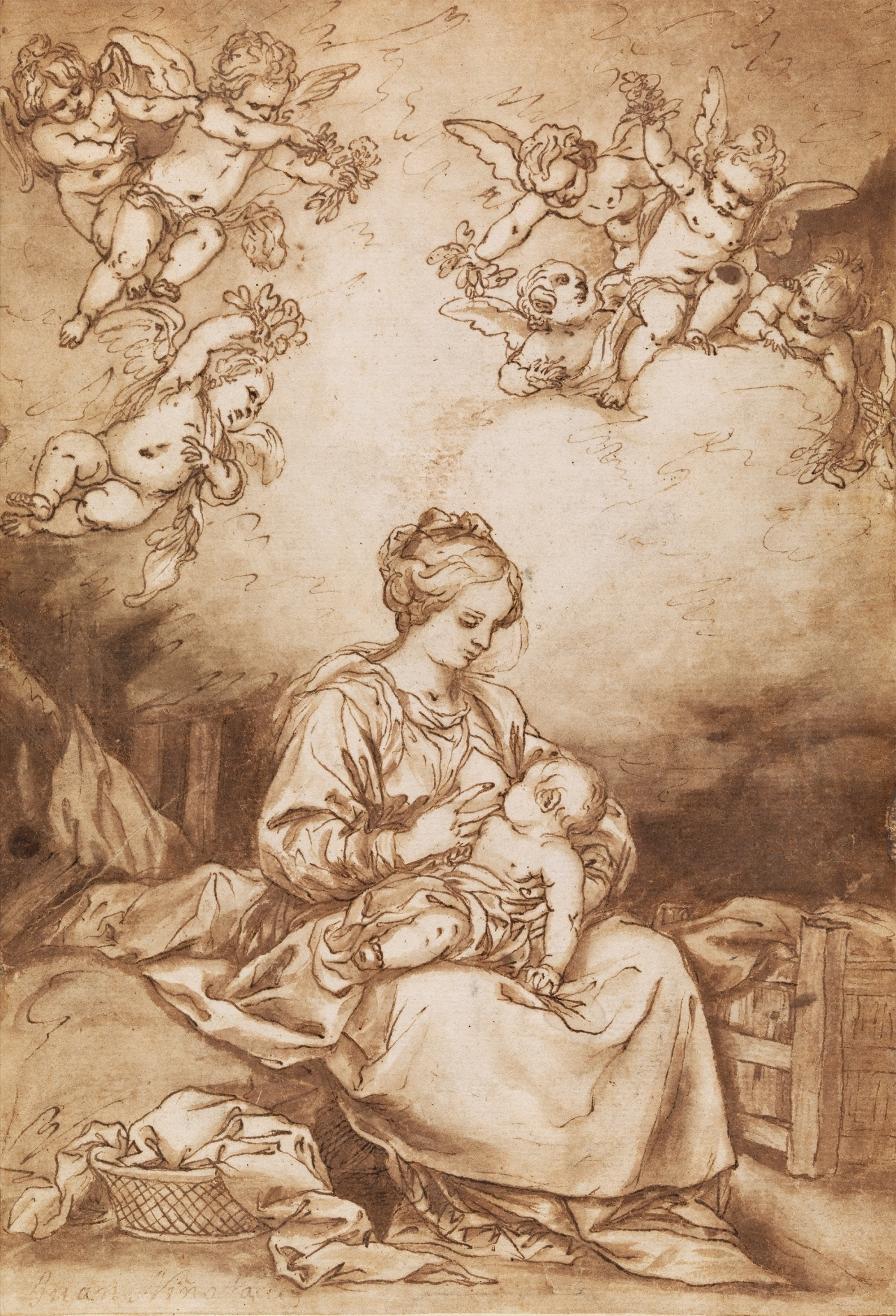
Virgen con el Niño y ángeles. Gabinete de Dibujos, Estampas y Fotografías del Museo del Prado, legado Villaescusa.

Aunque muy mermadas por las destrucciones de 1931 y 1936, aún se conservan en Málaga algunas obras que permiten fijar su estilo, básicamente deudor de Cano. Entre ellas, la Asunción de la de la catedral, copia el mismo motivo de Cano en el presbiterio de la catedral granadina y permite recordar que según Ceán, Cano le regalaba continuamente «dibujos y diseños para sus cuadros». Para la Anunciación de la misma catedral malagueña se ha apuntado como modelo, en efecto, un dibujo de Cano que formó parte de la colección de Félix Boix. En otros cuadros de figuras aisladas pintados para el mismo lugar, como el San Juan de Dios y el San Francisco Javier, se acusa también la influencia del maestro granadino, especialmente en lo que al color se refiere, en tanto en la Ascensión, obra más personal, y en el San Miguel Arcángel se advierten las formas rubenescas. 
La hermosa Virgen del Rosario de Alonso Cano en la catedral de Málaga tuvo fuerte impacto en la producción de Niño de Guevara, que la imitó fielmente en la desaparecida Virgen del Rosario de la iglesia del Cristo de la Salud y se valió de ella para sus composiciones de la Virgen de las Ánimas, santuario de la Victoria y parroquia de Santiago, donde la figura del Niño Jesús en pie procede igualmente de un dibujo de Cano guardado en el Gabinete de Dibujos, Estampas y Fotografías del Museo del Prado. Conjunto pictórico muy significativo es el del Hospital de San Julián, ciclo solo en parte conservado, que el pintor debió de abordar ya en una fase avanzada de su producción y con un sentido compositivo más barroco, dominando las líneas diagonales y ondulantes, aunque sin llegar a desprenderse del idealismo canesco, de quien siguió tomando modelos y tipos. Entre las obras perdidas en 1936 se encontraba la Aparición de la Virgen a San Julián, copia de la obra de igual asunto del conquense Cristóbal García Salmerón llevada a Málaga con ocasión de la peste de 1637 y conservada en su catedral, y una serie de ocho Virtudes situadas en el coro, de valor fundamentalmente decorativo y próximas a lo conocido de Manrique. Entre las conservadas destaca el gran lienzo de su altar mayor, representación del Triunfo de la Caridad con la Trinidad y acompañamiento de santos, ángeles, mendigos y alegorías femeninas, obra compleja por el gran número de sus figuras, como lo fue también el inmenso lienzo del Triunfo de la Cruz por el emperador Heraclio, irreparablemente dañado, «que es una admiración en lo numeroso de figuras, bien historiado, y de gran gusto», según Palomino.